# Chris Huhne
Christopher Murray Paul Huhne, dit Chris Huhne, né le 2 juillet 1954 à Londres, est un homme politique britannique membre des Libéraux démocrates (LibDems), homme d'affaires, et ancien journaliste. Du 12 mai 2010 au 5 février 2012, il est Secrétaire d'État à l'Énergie et au Changement climatique du gouvernement de David Cameron. Il est conseiller au World Biogas Association et le president de l'association pour le gaz renouvelable au Royaume-Uni, Anaerobic Digestion and Bioresources Association.
Poursuivi pour avoir menti à la justice concernant la conduite de sa voiture a grande vitesse, il démissionne de son poste de ministre en février 2012 et de son mandat de membre du Parlement en février 2013. Il est condamné en mars 2013 à 8 mois de prison,.

## Éléments personnels

### Jeunesse
Né dans la Cité de Westminster, Chris Huhne est le fils d'un homme d'affaires, Peter Paul-Huhne, et d'une actrice amatrice, Ann Murray, qui a prêté sa voix à l'horloge parlante. Sa scolarité se déroula à la Westminster School sous le nom de Christopher Paul-Huhne, son nom de famille étant Paul-Huhne, avant d'adopter le nom simplifié de Chris Huhne à Oxford.

### Formation et carrière
Étudiant à la Sorbonne, puis à l'Université d'Oxford au sein de Magdalen College, il est titulaire d'une licence de philosophie, politique et économie avec mention « très bien ». Il travaille ensuite pour le magazine hebdomadaire The Economist à Bruxelles en tant que journaliste financier. En 1994, il fonde et dirige l'entreprise Sovereign Ratings IBCA, une des plus grandes équipes d'économistes de la « City », chargée d'évaluer les risques d'investissements étrangers pour les caisses de retraite et autres investisseurs. En 1997, il devient chief executive officer de Fitch IBCA, et de 1999 à 2003, il est vice-président de Fitch Ratings
Membre fondateur du Parti social-démocrate (SDP), il participe aux élections générales de 1983 dans la circonscription de Reading East en tant que candidat de l'alliance SDP-libéraux mais il termine deuxième, battu par le candidat conservateur Gerard Folliott Vaughan. Sous la même étiquette, il se représente aux élections de 1987 dans la circonscription d'Oxford West and Abingdon qu'il perd de nouveau face au candidat conservateur John Patten. Le siège de la circonscription ne sera gagné par un libéral-démocrate qu'en 1997, avec la victoire d'Evan Harris.
Le 3 février 2012, il démissionne de sa fonction de ministre à cause d'un mensonge à la justice (il imputait son excès de vitesse à sa femme),.

## Carrière politique

### Membre du Parlement européen (1999-2005)
En juin 1999, à l'issue de l'élection du Parlement européen, il est élu député dans la circonscription d'Angleterre du Sud-Est. Il est réélu à l'issue de l'élection de 2004 aux côtés d'Emma Nicholson. En 2005, il annonce sa candidature à l'élection législative de 2005 pour la Chambre des communes dans la circonscription d'Eastleigh dans le comté de l'Hampshire. Après sa victoire le 5 mai 2005, Sharon Bowles le remplace au Parlement européen.
Durant son mandat de député européen, il préside la Commission stratégique libéral-démocrate sur les services publics couvrant la santé et l'éducation ; le groupe d'experts conseillant sur l'accession à l'euro ; et le groupe stratégique sur la durabilité, la stabilité et la sécurité mondiales. Il était également membre de la commission des affaires économiques et monétaires et porte-parole du groupe paneuropéen libéral pour l'économie au Parlement européen.

### Membre du Parlement britannique (2005-2013)
Chris Huhne représenta pour la première fois la circonscription d'Eastleigh, incluse dans la circonscription d'Angleterre du Sud-Est grâce à laquelle il avait été élu député européen. Son prédécesseur au poste de parlementaire britannique était le libéral David Chidgey qui gagna la circonscription — historiquement bastion conservateur — après une élection anticipée organisée après la mort du député Stephen Milligan. Huhne remporta l'élection de 2005 d'une courte tête, avec seulement 568 voix d'avance sur son rival conservateur Conor Burns. La victoire est en revanche nette à sa réélection en 2010, avec une avance de 3 864 voix sur la conservatrice Maria Hutchings.
Toujours poursuivi par la justice pour avoir menti à propos d'un excès de vitesse, il est nommé steward et bailiff du Chiltern Hundreds en février 2013 ce qui lui permet de quitter son poste de membre du Parlement (les membres du Parlement ne peuvent directement démissionner). Après une élection partielle à Eastleigh, il est remplacé par Mike Thornton, lui aussi LibDem.